# 点頭録
『点頭録』（てんとうろく）は、夏目漱石の随筆である。1916年（大正5年、この年の12月漱石は没する）1月1日から21日まで9回、『朝日新聞』に連載された後、漱石の健康の悪化により中断された。

## 内容
「また正月が来た。振り返ると過去が丸で夢のように見える。何時の間に斯う年令を取ったものか不思議な位である。」から書き始められる。61歳になって初めて道に志した禅僧、趙州和尚の話を引き、「寿命は自分の極めるものでないから、固より予測は出来ない。自分は多病だけれども、趙州の初発心の時よりもまだ十年も若い。たとひ百二十迄生きないにしても、力の続く間、努力すればまだ少しは何か出来る様に思ふ。」と前置きされる。
4回にわたって、第一次世界大戦に対する感想が述べられ、軍国主義のドイツに対抗するのに、イギリスのように個人の自由を重んずる国が、強制徴兵案を議会に提出し、それが多数で可決されてイギリスが変わらなければならなかったことが述べられる。フランスの自由主義哲学者、パラントの文章の要約が紹介される。「手段は目的以下のものである。目的よりも低級なものである。人間の目的が平和にあらうとも、芸術にあらうとも、信仰にあらうとも、知識にあらうとも、それを今批判する余裕はないが、とにかく戦争が手段である以上、人間の目的でない以上、それに成効の実力を付与する軍国主義なるものも亦決して活力評価表の上に於て、決して上位を占むべきものでない事は明かである。自分は独逸によつて今日迄鼓吹された軍国的精神が、其敵国たる英仏に多大の影響を与へた事を優に認めると同時に、此時代錯誤的精神が、自由と平和を愛する彼等に斯く多大の影響を与へた事を悲しむものである。」と述べられる。
次の4回は「国家は力なり」として、ドイツの統一政策を支持した愛国的歴史家、ハインリヒ・フォン・トライチュケについて述べられる。ドイツ統一がなされた後も、「全世界を健全にするは独乙の事業なり」とし「独乙が全欧のみならず、全世界を征服する迄、此軍国主義国家主義で押し通す積だつたかも知れない。然しながら、我々人類が悉く独乙に征服された時、我々は其報酬として独乙から果して何を給与されるのだらう。独乙もトライチケもまづ其所から説明してかゝらなければならない。」と述べた回までで中断された。